# Parafia Świętej Rodziny w Pohorcach
Parafia Świętej Rodziny w Pohorcach − parafia rzymskokatolicka znajdująca się w archidiecezji lwowskiej w dekanacie Gródek.

## Historia
Rzymsko-katolicy w Pohorcach należeli do parafii pw. św. Doroty w Tuligłowach. W latach 1583–1603 istniała drewniana kaplica filialna. W 1894 roku zbudowano i w 1896 roku poświęcono murowaną kaplicę filialną pw. Świętej Rodziny, z fundacji hr. Anny Tarnowskiej. W latach 1905–1906 powstała ekspozytura, która w 1926 roku została przemianowana na samodzielną parafię. Do parafii posiadającej 1300 wiernych należały: Pohorce, Ostrów Nowy i Czajkowice, które posiadały kaplice filialne. W tym czasie kaplica była już za mała dla większej liczby wiernych.
W latach 1935–1937 przy kaplicy zbudowano obecny murowany kościół, według projektu arch. Wawrzyńca Dajczaka. Po zbudowaniu kościoła kaplicę rozebrano. Proboszczem parafii był ks. Franciszek Osikowicz. 
Po II wojnie światowej ks. Franciszek Osikowicz z wiernymi wyjechał do Polski. Władze sowieckie w kościele urządziły kinoteatr i warsztaty techniczne. W latach 1989–1992 wierni odzyskali górną część kościoła, a następnie resztę i częściowo kościół odrestaurowano. Parafia nie posiada proboszcza i jest administrowana dojazdowo przez proboszcza z parafii Rudki.
Do parafii należą: Pohorce, Czajkowice, Malinów, Koniuszki Królewskie, Ostrów Nowy, Podolce, Koniuszki Tuligłowskie.